# Centrum Indyjskich Związków Zawodowych
Centrum Indyjskich Związków Zawodowych (ang. Centre of Indian Trade Unions, CITU) – centrala związkowa działająca w Indiach od 1970. W 2024 organizacja podawała, że liczyła pow. 7 000 000 członków. Jest powiązana z Komunistyczną Partią Indii (Marksistowską).
Jest zrzeszona w Światowej Federacji Związków Zawodowych.

## Historia
Konferencja założycielska odbyła się od 28 do 30 maja 1970 w Kalkucie. Pierwszym Prezesem centrali został Bhalchandra Trimbak Ranadive a Sekretarzem Generalnym P. Ramamurthi. Ranadive pozostał na tym stanowisku do 1987, natomiast Ramamurthi do 1979.
Od marca 2010 Tapan Kumar Sen jest Sekretarzem Generalnym CITU, a od września 2016 funkcję Prezesa sprawuje K. Hemalata. Hemalata jest pierwszą kobietą na stanowisku Prezesa CITU.
CITU była jedną z 10 organizacji związkowych, które odpowiadały za zorganizowanie 26 listopada 2020 strajku generalnego w Indiach. Był to prawdopodobnie największym w historii ludzkości strajk, biorąc pod uwagę ilość uczestników, których liczbę oszacowano na ponad 250 000 000.

## Publikacje
CITU wydaje gazety „The Working Class” oraz „The Voice of the Working Women".